# Sant Pere dels Forcats (església)
Sant Pere dels Forcats és l'església parroquial del poble de Sant Pere dels Forcats, del terme comunal del mateix nom, a la comarca del Conflent, de la Catalunya del Nord.
Està situada al costat del cementiri del poble, a l'extrem septentrional del nucli vell del poble de Sant Pere dels Forcats.
És una església de nau única, sense absis, coberta per una volta de canó. És el resultat de transformacions dels segles xvii i XVIII. Dues columnes de pedra tallada sostenen la teulada.
El campanar fou construït el segle xviii. Acabava amb un remat d'obra, destruït per una violenta tempesta el 1877, i fou reemplaçat per un cloquer de ferro forjat el 1933. Entre el 1999 i el 2009 sofrí una total renovació interior i exterior.